# Rafał Murawski
Rafał Murawski (Malbork, 1981. október 9. –) lengyel válogatott labdarúgó. Posztját tekintve középpályás.

## Pályafutása

### Klubcsapatban
Pályafutása során megfordult több lengyel csapatban is. Játékosa volt többek között az MRKS Gdańsk, a Gedania Gdańsk  (1999), az Arka Gdynia (2000–2004), az Amica Wronki (2005–2006) a Lech Poznań (2006-2009) együtteseinek. A 2009–10-es idényt Oroszországban, a Rubin Kazany csapatánál töltötte.
2011 januárjában visszatért a Lech Poznańhoz, ahol egészen 2014-ig játszott. Pillanatnyilag a Pogoń Szczecin csapatkapitánya.

### A válogatottban
A felnőtt válogatottban 2006. november 15-én debütált egy Belgium elleni Európa-bajnoki selejtezőn. Részt vett a 2008-as Európa-bajnokságon.
Az Európa-bajnoki keretszűkítést követően a szövetségi kapitány Franciszek Smuda nevezte őt a 2012-es Eb-re készülő 23 fős keretébe.

## Statisztika

### Klubcsapatokban
2024. szeptember 29-i állapot szerint.
| Klub              | Szezon           | Bajnokság            | Bajnokság | Bajnokság | Kupa  | Kupa  | Nemzetközi | Nemzetközi | Egyéb | Egyéb | Összes | Összes |
| Klub              | Szezon           | Liga                 | Mérk.     | Gólok     | Mérk. | Gólok | Mérk.      | Gólok      | Mérk. | Gólok | Mérk.  | Gólok  |
| ----------------- | ---------------- | -------------------- | --------- | --------- | ----- | ----- | ---------- | ---------- | ----- | ----- | ------ | ------ |
| Arka Gdynia       | 2001–02          | II liga              | 0         | 0         | 0     | 0     | —          | —          | 2     | 0     | 2      | 0      |
| Arka Gdynia       | 2002–03          | II liga              | 28        | 7         | 1     | 0     | —          | —          | —     | —     | 29     | 7      |
| Arka Gdynia       | 2003–04          | II liga              | 30        | 0         | 3     | 1     | —          | —          | 2     | 0     | 35     | 1      |
| Arka Gdynia       | 2004–05          | II liga              | 15        | 1         | 5     | 0     | —          | —          | —     | —     | 20     | 1      |
| Arka Gdynia       | Összesen         | Összesen             | 73        | 8         | 9     | 1     | —          | —          | 4     | 0     | 86     | 9      |
| Amica Wronki      | 2004–05          | Ekstraklasa          | 10        | 1         | 2     | 0     | —          | —          | —     | —     | 12     | 1      |
| Amica Wronki      | 2005–06          | Ekstraklasa          | 30        | 2         | 3     | 0     | —          | —          | —     | —     | 33     | 2      |
| Amica Wronki      | Összesen         | Összesen             | 40        | 3         | 5     | 0     | —          | —          | —     | —     | 45     | 3      |
| Lech Poznań       | 2006–07          | Ekstraklasa          | 30        | 2         | 4     | 0     | 2          | 0          | 2     | 0     | 38     | 2      |
| Lech Poznań       | 2007–08          | Ekstraklasa          | 29        | 2         | 1     | 0     | —          | —          | 1     | 0     | 31     | 2      |
| Lech Poznań       | 2008–09          | Ekstraklasa          | 24        | 4         | 6     | 1     | 10         | 2          | —     | —     | 40     | 7      |
| Lech Poznań       | Összesen         | Összesen             | 83        | 8         | 11    | 1     | 12         | 2          | 3     | 0     | 109    | 11     |
| Rubin Kazany      | 2009             | Orosz Premjer-Liga   | 7         | 1         | 0     | 0     | 3          | 0          | —     | —     | 10     | 1      |
| Rubin Kazany      | 2010             | Orosz Premjer-Liga   | 23        | 0         | 1     | 0     | 7          | 0          | —     | —     | 31     | 0      |
| Rubin Kazany      | Összesen         | Összesen             | 30        | 1         | 1     | 0     | 10         | 0          | —     | —     | 41     | 1      |
| Lech Poznań       | 2010–11          | Ekstraklasa          | 14        | 0         | 5     | 0     | —          | —          | —     | —     | 19     | 0      |
| Lech Poznań       | 2011–12          | Ekstraklasa          | 27        | 2         | 3     | 0     | —          | —          | —     | —     | 30     | 2      |
| Lech Poznań       | 2012–13          | Ekstraklasa          | 29        | 3         | 0     | 0     | 6          | 1          | —     | —     | 35     | 4      |
| Lech Poznań       | 2013–14          | Ekstraklasa          | 9         | 2         | 1     | 0     | 0          | 0          | —     | —     | 10     | 2      |
| Lech Poznań       | Összesen         | Összesen             | 79        | 7         | 9     | 0     | 6          | 1          | —     | —     | 94     | 8      |
| Lech Poznań II    | 2013–14          | III liga, C csoport  | 1         | 0         | —     | —     | —          | —          | —     | —     | 1      | 0      |
| Pogoń Szczecin    | 2013–14          | Ekstraklasa          | 13        | 0         | 0     | 0     | —          | —          | —     | —     | 13     | 0      |
| Pogoń Szczecin    | 2014–15          | Ekstraklasa          | 36        | 3         | 2     | 0     | —          | —          | —     | —     | 38     | 3      |
| Pogoń Szczecin    | 2015–16          | Ekstraklasa          | 36        | 7         | 1     | 0     | —          | —          | —     | —     | 37     | 7      |
| Pogoń Szczecin    | 2016–17          | Ekstraklasa          | 30        | 7         | 5     | 0     | —          | —          | —     | —     | 35     | 7      |
| Pogoń Szczecin    | 2017–18          | Ekstraklasa          | 23        | 0         | 1     | 0     | —          | —          | —     | —     | 24     | 0      |
| Pogoń Szczecin    | Összesen         | Összesen             | 138       | 17        | 9     | 0     | —          | —          | —     | —     | 147    | 17     |
| Pogoń Szczecin II | 2017–18          | III liga, II csoport | 1         | 0         | —     | —     | —          | —          | —     | —     | 1      | 0      |
| AP 16 Gdynia      | 2024–25          | Klasa B              | 5         | 3         | —     | —     | —          | —          | —     | —     | 5      | 3      |
| Karrier összesen  | Karrier összesen | Karrier összesen     | 450       | 47        | 44    | 2     | 28         | 3          | 7     | 0     | 529    | 52     |

Jegyzetek
1. ↑  Magában foglalja a Lengyel Kupában és az Orosz Kupában való pályára lépéseit.
2. ↑  Mérkőzése(i) a Lengyel Ligakupában
3. ↑  Mérkőzése(i) a Lengyel labdarúgó-bajnokság (másodosztály)
4. ↑  Mérkőzése(i) az Intertotó-kupában
5. 1 2  Mérkőzése(i) az Ekstraklasa Kupában
6. 1 2  Mérkőzése(i) az Európa Ligában
7. ↑  Mérkőzése(i) a Bajnokok Ligájában
8. ↑  Mérkőzése(i) a Bajnokok Ligájában: (három mérkőzés) és az Európa Ligában (négy mérkőzés)

### A válogatottban
| Lengyelország | Lengyelország | Lengyelország |
| Év            | Mérk.         | Gólok         |
| ------------- | ------------- | ------------- |
| 2006          | 2             | 0             |
| 2007          | 3             | 1             |
| 2008          | 11            | 0             |
| 2009          | 5             | 0             |
| 2010          | 8             | 0             |
| 2011          | 11            | 0             |
| 2012          | 8             | 0             |
| Összesen      | 48            | 1             |

#### Válogatottban szerzett gólok
| #  | Dátum             | Esemény          | Ellenfél | Eredmény | Sorozat              |
| -- | ----------------- | ---------------- | -------- | -------- | -------------------- |
| 1. | 2007. november 21 | Belgrád, Szerbia | Szerbia  | 2–2      | 2008-as Eb selejtező |

## Sikerei, díjai

### Klubcsapatokban
Lech Poznań
- Lengyel kupagyőztes: 2008–09

 Rubin Kazany
- Orosz bajnok: 2009

### Egyéni
- Az Ekstraklasa szezon középpályása: 2015–16[4]
- Az Ekstraklasa hónap játékosa: 2016 február[5]